# Joe Salisbury
Joe Salisbury (ur. 20 kwietnia 1992 w Londynie) – brytyjski tenisista, reprezentant Wielkiej Brytanii w Pucharze Davisa, olimpijczyk z Tokio (2020) i Paryża (2024), zwycięzca Australian Open 2020 oraz US Open 2021, 2022 i 2023 w grze podwójnej, a także French Open 2021 i US Open 2021 w grze mieszanej. Od 4 kwietnia do 2 października 2022 lider rankingu ATP deblistów.

## Kariera tenisowa
Zawodowym tenisistą Salisbury jest od 2014 roku i specjalizuje się w konkurencji gry podwójnej, wygrywając siedemnaście turniejów o randze ATP Tour z dwudziestu dziewięciu rozegranych finałów.
W 2020 roku awansował do finału zawodów gry podwójnej podczas Australian Open. Razem z partnerującym mu Rajeevem Ramem w meczu mistrzowskim wygrali z deblem Max Purcell–Luke Saville wynikiem 6:4, 6:2. Rok później ponownie osiągnęli finał, lecz tym razem przegrali z Ivanem Dodigiem i Filipem Poláškiem 3:6, 4:6. Ten sam debel triumfował również w finale US Open w 2021 roku, tym razem pokonując 3:6, 6:2, 6:2 Jamiego Murraya i Bruno Soaresa. Rok później para obroniła tytuł w US Open, wygrywając w ostatnim spotkaniu 7:6(4), 7:5 z Wesleyem Koolhofem i Nealem Skupskim. W tym samym roku z Ramem zwyciężyli w ATP Finals, pokonując w meczu finałowym duet Nikola Mektić–Mate Pavić 7:6(4), 6:4. W 2023 roku amerykańsko-brytyjski debel ponownie obronili tytuł w US Open, tym razem pokonując w spotkaniu mistrzowskim Rohana Bopannę i Matthew Ebdena 2:6, 6:3, 6:4, a także w Turynie podczas ATP Finals, gdzie wygrali w meczu finałowym z duetem Marcel Granollers–Horacio Zeballos 6:3, 6:4.
W czerwcu 2021 odniósł zwycięstwo w mikście podczas French Open, partnerując Desirae Krawczyk, z którą w finale pokonał parę Jelena Wiesnina–Asłan Karacew 2:6, 6:4, 10–5. W lipcu podczas Wimbledonu ponownie awansował do finału, lecz tym razem w parze z Harriet Dart przegrał w nim z Desirae Krawczyk i Nealem Skupskim 2:6, 6:7(1). Kolejny mikstowy triumf odniósł w US Open, ponownie tworząc parę z Krawczyk. W meczu mistrzowskim wygrali z mikstem Giuliana Olmos–Marcelo Arévalo 7:5, 6:2.
Od 2021 roku reprezentant Wielkiej Brytanii w Pucharze Davisa.
Olimpijczyk z Tokio (2020) i Paryża (2024). W Tokio awansował do ćwierćfinału debla razem z Andym Murrayem, natomiast w Paryżu odpadł w pierwszej rundzie debla i miksta. W deblu zagrał w parze z Nealem Skupskim, a w mikście z
Heather Watson.
W rankingu gry pojedynczej Salisbury najwyżej był na 559. miejscu (12 października 2015), a w klasyfikacji gry podwójnej na 1. pozycji (4 kwietnia 2022).

### Historia występów wielkoszlemowych
Legenda
     W, wygrany turniej
     F, przegrana w finale
     SF, przegrana w półfinale
     QF, przegrana w ćwierćfinale
     xR, przegrana w x rundzie
     Qx, przegrana w x rundzie kwalifikacji
     A, brak startu
     NH, turniej nie odbył się

#### Gra podwójna
| Turniej         | 2014 | 2015 | 2016 | 2017 | 2018 | 2019 | 2020 | 2021 | 2022 | 2023 | 2024 | 2025 | Tytuły | Z–P     |
| --------------- | ---- | ---- | ---- | ---- | ---- | ---- | ---- | ---- | ---- | ---- | ---- | ---- | ------ | ------- |
| Australian Open | A    | A    | A    | A    | A    | 3R   | W    | F    | SF   | 3R   | 3R   | 2R   | 1 / 7  | 22 – 6  |
| French Open     | A    | A    | A    | A    | A    | QF   | QF   | 2R   | QF   | 3R   | QF   |      | 0 / 6  | 15 – 6  |
| Wimbledon       | A    | A    | Q2   | 1R   | SF   | 3R   | NH   | SF   | SF   | 1R   | 2R   |      | 0 / 7  | 15 – 7  |
| US Open         | A    | A    | A    | A    | 1R   | 3R   | SF   | W    | W    | W    | 3R   |      | 3 / 7  | 25 – 4  |
|                 |      |      |      |      |      |      |      |      |      |      |      |      |        |         |
| Bilans spotkań  | 0–0  | 0–0  | 0–0  | 0–1  | 4–2  | 9–4  | 12–2 | 16–3 | 17–3 | 10–3 | 8–4  | 1–1  | 4 / 27 | 77 – 23 |

#### Gra mieszana
| Turniej         | 2014 | 2015 | 2016 | 2017 | 2018 | 2019 | 2020 | 2021 | 2022 | 2023 | 2024 | 2025 | Tytuły | Z–P     |
| --------------- | ---- | ---- | ---- | ---- | ---- | ---- | ---- | ---- | ---- | ---- | ---- | ---- | ------ | ------- |
| Australian Open | A    | A    | A    | A    | A    | A    | 1R   | SF   | 1R   | A    | QF   | 1R   | 0 / 5  | 5 – 5   |
| French Open     | A    | A    | A    | A    | A    | A    | A    | W    | A    | 1R   | 2R   |      | 1 / 3  | 5 – 2   |
| Wimbledon       | A    | A    | A    | 1R   | 1R   | 1R   | NH   | F    | A    | 2R   | 2R   |      | 0 / 6  | 6 – 6   |
| US Open         | A    | A    | A    | A    | A    | 2R   | A    | W    | A    | 1R   | 1R   |      | 1 / 4  | 6 – 3   |
|                 |      |      |      |      |      |      |      |      |      |      |      |      |        |         |
| Bilans spotkań  | 0–0  | 0–0  | 0–0  | 0–1  | 0–1  | 1–2  | 0–1  | 16–2 | 0–1  | 1–3  | 4–4  | 0–1  | 2 / 18 | 22 – 16 |

### Finały w turniejach ATP Tour
| Legenda                                      |
| -------------------------------------------- |
| Wielki Szlem                                 |
| Igrzyska olimpijskie                         |
| Tennis Masters Cup / ATP Finals              |
| ATP Masters Series / ATP Tour Masters 1000   |
| ATP International Series Gold / ATP Tour 500 |
| ATP International Series / ATP Tour 250      |

#### Gra podwójna (17–12)
| Końcowy wynik | Nr  | Data                 | Turniej                    | Nawierzchnia  | Partner       | Przeciwnicy                         | Wynik finału      |
| ------------- | --- | -------------------- | -------------------------- | ------------- | ------------- | ----------------------------------- | ----------------- |
| Zwycięzca     | 1.  | 30 września 2018     | Shenzhen                   | Twarda        | Ben McLachlan | Robert Lindstedt Rajeev Ram         | 7:6(5), 7:6(4)    |
| Zwycięzca     | 2.  | 28 października 2018 | Wiedeń                     | Twarda (hala) | Neal Skupski  | Mike Bryan Édouard Roger-Vasselin   | 7:6(5), 6:3       |
| Finalista     | 1.  | 6 stycznia 2019      | Brisbane                   | Twarda        | Rajeev Ram    | Marcus Daniell Wesley Koolhof       | 4:6, 6:7(6)       |
| Zwycięzca     | 3.  | 2 marca 2019         | Dubaj                      | Twarda        | Rajeev Ram    | Ben McLachlan Jan-Lennard Struff    | 7:6(4), 6:3       |
| Finalista     | 2.  | 23 czerwca 2019      | Londyn                     | Trawiasta     | Rajeev Ram    | Feliciano López Andy Murray         | 6:7(6), 7:5, 5–10 |
| Finalista     | 3.  | 20 października 2019 | Antwerpia                  | Twarda (hala) | Rajeev Ram    | Kevin Krawietz Andreas Mies         | 6:7(1), 3:6       |
| Zwycięzca     | 4.  | 27 października 2019 | Wiedeń                     | Twarda (hala) | Rajeev Ram    | Łukasz Kubot Marcelo Melo           | 6:4, 6:7(5), 10–5 |
| Zwycięzca     | 5.  | 2 lutego 2020        | Australian Open, Melbourne | Twarda        | Rajeev Ram    | Max Purcell Luke Saville            | 6:4, 6:2          |
| Finalista     | 4.  | 21 lutego 2021       | Australian Open, Melbourne | Twarda        | Rajeev Ram    | Ivan Dodig Filip Polášek            | 3:6, 4:6          |
| Finalista     | 5.  | 16 maja 2021         | Rzym                       | Ceglana       | Rajeev Ram    | Nikola Mektić Mate Pavić            | 4:6, 6:7(4)       |
| Finalista     | 6.  | 25 czerwca 2021      | Eastbourne                 | Trawiasta     | Rajeev Ram    | Nikola Mektić Mate Pavić            | 4:6, 3:6          |
| Zwycięzca     | 6.  | 15 sierpnia 2021     | Toronto                    | Twarda        | Rajeev Ram    | Nikola Mektić Mate Pavić            | 6:3, 4:6, 10–3    |
| Zwycięzca     | 7.  | 10 września 2021     | US Open, Nowy Jork         | Twarda        | Rajeev Ram    | Jamie Murray Bruno Soares           | 3:6, 6:2, 6:2     |
| Zwycięzca     | 8.  | 3 października 2021  | San Diego                  | Twarda        | Neal Skupski  | John Peers Filip Polášek            | 7:6(2), 3:6, 10–5 |
| Finalista     | 7.  | 31 października 2021 | Wiedeń                     | Twarda (hala) | Rajeev Ram    | Juan Sebastián Cabal Robert Farah   | 4:6, 2:6          |
| Finalista     | 8.  | 21 listopada 2021    | Turyn                      | Twarda (hala) | Rajeev Ram    | Pierre-Hugues Herbert Nicolas Mahut | 4:6, 6:7(0)       |
| Zwycięzca     | 9.  | 17 kwietnia 2022     | Monte Carlo                | Ceglana       | Rajeev Ram    | Juan Sebastián Cabal Robert Farah   | 6:4, 3:6, 10–7    |
| Zwycięzca     | 10. | 21 sierpnia 2022     | Cincinnati                 | Twarda        | Rajeev Ram    | Tim Pütz Michael Venus              | 7:6(4), 7:6(5)    |
| Zwycięzca     | 11. | 9 września 2022      | US Open, Nowy Jork         | Twarda        | Rajeev Ram    | Wesley Koolhof Neal Skupski         | 7:6(4), 7:5       |
| Zwycięzca     | 12. | 20 listopada 2022    | Turyn                      | Twarda (hala) | Rajeev Ram    | Nikola Mektić Mate Pavić            | 7:6(4), 6:4       |
| Zwycięzca     | 13. | 27 maja 2023         | Lyon                       | Ceglana       | Rajeev Ram    | Nicolas Mahut Matwé Middelkoop      | 6:0, 6:3          |
| Finalista     | 9.  | 13 sierpnia 2023     | Toronto                    | Twarda        | Rajeev Ram    | Marcelo Arévalo Jean-Julien Rojer   | 3:6, 1:6          |
| Zwycięzca     | 14. | 8 września 2023      | US Open, Nowy Jork         | Twarda        | Rajeev Ram    | Rohan Bopanna Matthew Ebden         | 2:6, 6:3, 6:4     |
| Zwycięzca     | 15. | 29 października 2023 | Wiedeń                     | Twarda (hala) | Rajeev Ram    | Nathaniel Lammons Jackson Withrow   | 6:4, 5:7, 12–10   |
| Zwycięzca     | 16. | 19 listopada 2023    | Turyn                      | Twarda (hala) | Rajeev Ram    | Marcel Granollers Horacio Zeballos  | 6:3, 6:4          |
| Zwycięzca     | 17. | 13 stycznia 2024     | Adelaide                   | Twarda        | Rajeev Ram    | Rohan Bopanna Matthew Ebden         | 7:5, 5:7, 11–9    |
| Finalista     | 10. | 12 sierpnia 2024     | Montreal                   | Twarda        | Rajeev Ram    | Marcel Granollers Horacio Zeballos  | 2:6, 6:7(4)       |
| Finalista     | 11. | 22 lutego 2025       | Doha                       | Twarda        | Neal Skupski  | Julian Cash Lloyd Glasspool         | 3:6, 2:6          |
| Finalista     | 12. | 20 kwietnia 2025     | Barcelona                  | Ceglana       | Neal Skupski  | Sander Arends Luke Johnson          | 3:6, 7:6(1), 6–10 |

#### Gra mieszana (2–1)
| Końcowy wynik | Nr | Data             | Turniej            | Nawierzchnia | Partnerka        | Przeciwnicy                    | Wynik finału   |
| ------------- | -- | ---------------- | ------------------ | ------------ | ---------------- | ------------------------------ | -------------- |
| Zwycięzca     | 1. | 10 czerwca 2021  | French Open, Paryż | Ceglana      | Desirae Krawczyk | Jelena Wiesnina Asłan Karacew  | 2:6, 6:4, 10–5 |
| Finalista     | 1. | 11 lipca 2021    | Wimbledon, Londyn  | Trawiasta    | Harriet Dart     | Desirae Krawczyk Neal Skupski  | 2:6, 6:7(1)    |
| Zwycięzca     | 2. | 11 września 2021 | US Open, Nowy Jork | Twarda       | Desirae Krawczyk | Giuliana Olmos Marcelo Arévalo | 7:5, 6:2       |